# Comuna Safonivka, Putîvl
Safonivka (în ucraineană Сафонівка) este o comună în raionul Putîvl, regiunea Sumî, Ucraina, formată din satele Kardași, Krasne, Prudî, Safonivka (reședința), Seleznivka, Spadșciîna și Zozulîne.

## Demografie
Componența lingvistică a comunei Safonivka
     Ucraineană (84,94%)
     Rusă (14,02%)
     Alte limbi (0,91%)
Conform recensământului din 2001, majoritatea populației comunei Safonivka era vorbitoare de ucraineană (84,94%), existând în minoritate și vorbitori de rusă (14,02%).